# Parc national de Mwagna
Le parc national de Mwagna (ou Mwagné) est l'un des treize parcs nationaux du Gabon. Situé à l'est du pays, dans la province de l'Ogooué-Ivindo, il couvre une importante partie de la deuxième plus grande forêt pluviale du monde.